# Cav
Cav ili Basutadžir (armenski: Ծավ, azerski: Bəsitçay, ruski: Цав, Басутаджур) je rijeka u Armeniji i Azerbajdžanu. Duga je 40 km. Površina porječja iznosi 418 km2. Izvire u armenskoj pokrajini Sjunik na visini od 1209 metara. Lijeva je pritoka rijeke Aras u koju se ulijeva u Zangelanskome rajonu u Azerbajdžanu, na visini od 319,5 metara.
Prvih 25 kilometara teče u Armeniji, a preostalih u Azerbajdžan. Na granici između Armenije i Azerbajdžana u Cav se ulijeva rijeka Šikahog. Na rijeci se nalazi vodopad koji je visok oko 15 metara.

## Cavska šuma
U dolini rijeke nalazi se jedina šuma vodoklena na Kavkazu. Ovo je jedno od najrjeđih mjesta gdje vodoklen tvori šumu na velikome području. Cavska šuma istočnog vodoklena (Platanus orientalis) jedna je od najvećih vodoklenskih šuma na područja zemalja Zajednice neovisnih države. Trenutačno je zaštićeno prirodno područje. Na prostoru šume također rastu: Juglans regia, Celtis caucasica, Salix aegyptiaca, Populus euphratica, Sambucus nigra, Solanum nigricans, Rubus vulgaris, Periploca graeca, Vitis vinifera te bršljan. Travni pokrov zbog stalne ljudske intervencije uglavnom zastuplja korov i ruderalne vrste uz sudjelovanje elemenata šuma, livade i stepe. Površina šume iznosi 120 ha.
U prostoru između rijeka Cav i Šikahog nalazi se Šikahoški rezervat.